# Leptopelis ocellatus
Leptopelis ocellatus är en groddjursart som först beskrevs av François Mocquard 1902.  Leptopelis ocellatus ingår i släktet Leptopelis och familjen Arthroleptidae. IUCN kategoriserar arten globalt som livskraftig. Inga underarter finns listade i Catalogue of Life.